# 압둘라이 마이가
압둘라이 마이가(Adama Tamboura, 1987년 8월 1일-)는 말리 태생의 축구선수이다.